# Seattle SuperSonics 1994-1995
La stagione 1994-95 dei Seattle SuperSonics fu la 28ª nella NBA per la franchigia.
I Seattle SuperSonics arrivarono secondi nella Pacific Division della Western Conference con un record di 57-25. Nei play-off persero al primo turno con i Los Angeles Lakers (3-1).

## Roster
| N° | Naz.                   | Ruolo | Sportivo             | Anno | Alt. | Peso |
| -- | ---------------------- | ----- | -------------------- | ---- | ---- | ---- |
| 10 | Stati Uniti (bandiera) | GA    | Nate McMillan        | 1964 | 196  | 88   |
| 11 | Germania (bandiera)    | A     | Detlef Schrempf      | 1963 | 206  | 97   |
| 13 | Stati Uniti (bandiera) | G     | Kendall Gill         | 1968 | 196  | 88   |
| 14 | Stati Uniti (bandiera) | AC    | Sam Perkins          | 1961 | 206  | 107  |
| 17 | Stati Uniti (bandiera) | GA    | Vincent Askew        | 1966 | 198  | 95   |
| 20 | Stati Uniti (bandiera) | G     | Gary Payton          | 1968 | 193  | 82   |
| 21 | Stati Uniti (bandiera) | A     | Byron Houston        | 1969 | 196  | 113  |
| 24 | Stati Uniti (bandiera) | C     | Bill Cartwright      | 1957 | 216  | 111  |
| 30 | Lituania (bandiera)    | G     | Šarūnas Marčiulionis | 1964 | 196  | 91   |
| 34 | Stati Uniti (bandiera) | A     | Dontonio Wingfield   | 1974 | 203  | 116  |
| 40 | Stati Uniti (bandiera) | AC    | Shawn Kemp           | 1969 | 208  | 104  |
| 45 | Stati Uniti (bandiera) | C     | Rich King            | 1969 | 218  | 118  |
| 50 | Stati Uniti (bandiera) | C     | Ervin Johnson        | 1967 | 211  | 111  |
| 55 | Stati Uniti (bandiera) | AC    | Steve Scheffler      | 1967 | 206  | 113  |

## Staff tecnico
- Allenatore: George Karl
- Vice-allenatori: Tim Grgurich, Terry Stotts, Dwane Casey, Bob Weiss (dal 17 novembre)